# Anacroneuria tinga
Anacroneuria tinga är en bäcksländeart som beskrevs av Bispo och Froehlich 2004. Anacroneuria tinga ingår i släktet Anacroneuria och familjen jättebäcksländor. Inga underarter finns listade i Catalogue of Life.